# Pseudomerodontina indica
Pseudomerodontina indica är en tvåvingeart som beskrevs av Joseph och Parui 1979. Pseudomerodontina indica ingår i släktet Pseudomerodontina och familjen rovflugor. Inga underarter finns listade i Catalogue of Life.